# Alyonka
Pour plus de détails, voir Fiche technique et Distribution.
Alyonka (Алёнка) est un film soviétique réalisé par Boris Barnet, sorti en 1961,.

## Fiche technique
- Photographie : Igor Tchernykh
- Musique : Kirill Moltchanov
- Décors : Aleksandr Miagkov, M. Antonova
- Montage : L. Galkova